# Râul Bahna, Moldova
Râul Bahna este un curs de apă, afluent al râului Moldova. 